# Le biotecnologie
Le biotecnologie è un libro scritto da Cristina Serra, ricercatrice nel campo delle terapie di malattie genetiche, che presenta in modo esaustivo il campo di ricerca e di applicazione dell'ingegneria genetica e della biologia molecolare.
Nell'introduzione vengono descritti la struttura del DNA, i processi di replicazione, la trascrizione e la traduzione, il contenuto cellulare e gli strumenti atti alla modifica del DNA.
La parte seguente del libro si occupa degli organismi transgenici, animali e vegetali, ripercorrendo una breve storia delle ricerche e degli esperimenti effettuati in questo settore.
La Serra analizza quali possano essere gli sviluppi e le applicazioni nel campo medico, dalle terapie geniche dei tumori a quelle del sistema immunitario e agli xenotrapianti.
Nei capitoli successivi, l'autrice esplora il settore della genetica molecolare, analizzando i progressi della ricerca nello studio delle malattie ereditarie e monogeniche.
Il libro prevede anche uno spazio dedicato alla PCR e alla legislatura, inerente alla tematica, vigente ai tempi della pubblicazione.

## Edizioni
- Cristina Serra, Le biotecnologie, Editori Riuniti, 1998, p. 126, cap. 13.